# Elizabeth Forbes (peintre)
Pour les articles homonymes, voir Elizabeth Forbes.
Elizabeth Adela Forbes (née Armstrong le 29 décembre 1859 à Kingston (Ontario) – morte le 16 mars 1912) est une peintre canadienne qui a d'abord pratiqué au Royaume-Uni.
Elle a fréquenté et été influencée par des artistes tels James Abbott McNeill Whistler et Walter Sickert.

## Biographie

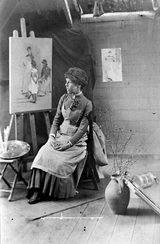
Elizabeth Forbes dans son studio (~1890).

Elizabeth Armstrong est la plus jeune enfant de William Armstrong, un employé du gouvernement du Canada. Elle fait d'abord des études privées au Canada, puis en Angleterre,.
En 1889, elle épouse Stanhope Forbes. Le couple a un fils, Alec, qui naît en 1893,. Après avoir étudié et travaillé en Europe continentale, Forbes s'installe à Newlyn, en Angleterre, où elle élève son fils et fonde une école avec son mari Stanhope Forbes. En 1904, le couple s'installe à Higher Faugan.

## Œuvre

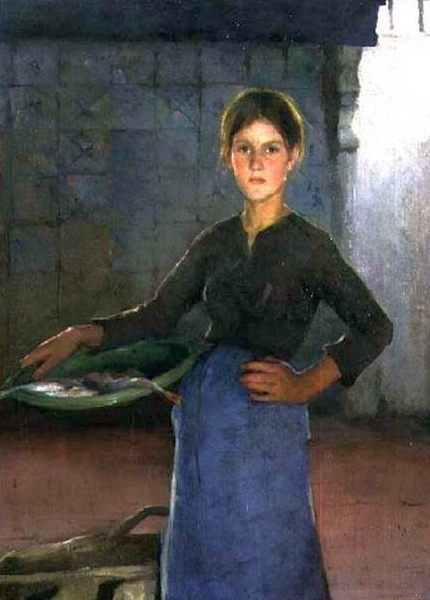
The Zandvoort Fishergirl (1884), huile sur toile

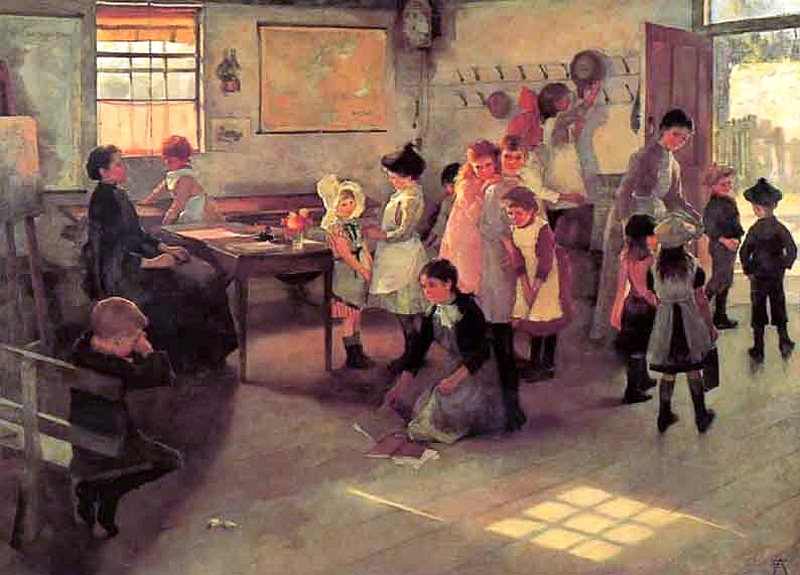
School Is Out (1889), huile sur toile

Reconnue pour ses peintures d'enfants, les deux peintures les plus connues d'Elizabeth Forbes sont School Is Out (peinte à Newlyn) et Zandvoort Fishergirl.
L'œuvre de Forbes est exposée au Musée des beaux-arts du Canada, au National Museum of Women in the Arts de Washington, D.C., au Royal Cornwall Museum (en), à la Penlee House (en), au Victoria and Albert Museum, au West Cornwall Art Archive et dans d'autres musées de Liverpool, Londres et Manchester.
- A Dream Princess, 1897, Royal Cornwall Museum, Truro
- An Old Dame of Pont Aven, drypoint etching, example at Penlee Museum and the British Museum
- A Newlyn Maid, huile sur toile, Penlee Museum
- Boys with a Barrow, drypoint etching, example at Penlee Museum
- Girl Peeling Onions, drypoint etching, example at Penlee Museum and the British Museum
- Girl Peeling Onions, huile sur toile, Penlee Museum
- Portrait of Cicely Jesse, charcoal, Penlee Museum
- Portrait of the Artist, drypoint etching, example at Penlee Museum
- School is Out, 1889, huile sur toile, Penlee Museum
- The Cornish Pasty, drypoint etching, example at Penlee Museum
- The Critics, 1886 or 1887
- The Minuet, huile sur toile, Penlee Museum
- The Pied Piper, mixed media on paper, Penlee Museum
- Zandvoort Fishergirl, 1884, huile sur toile, Penlee Museum. On loan from Newlyn Art Gallery.

## Galerie

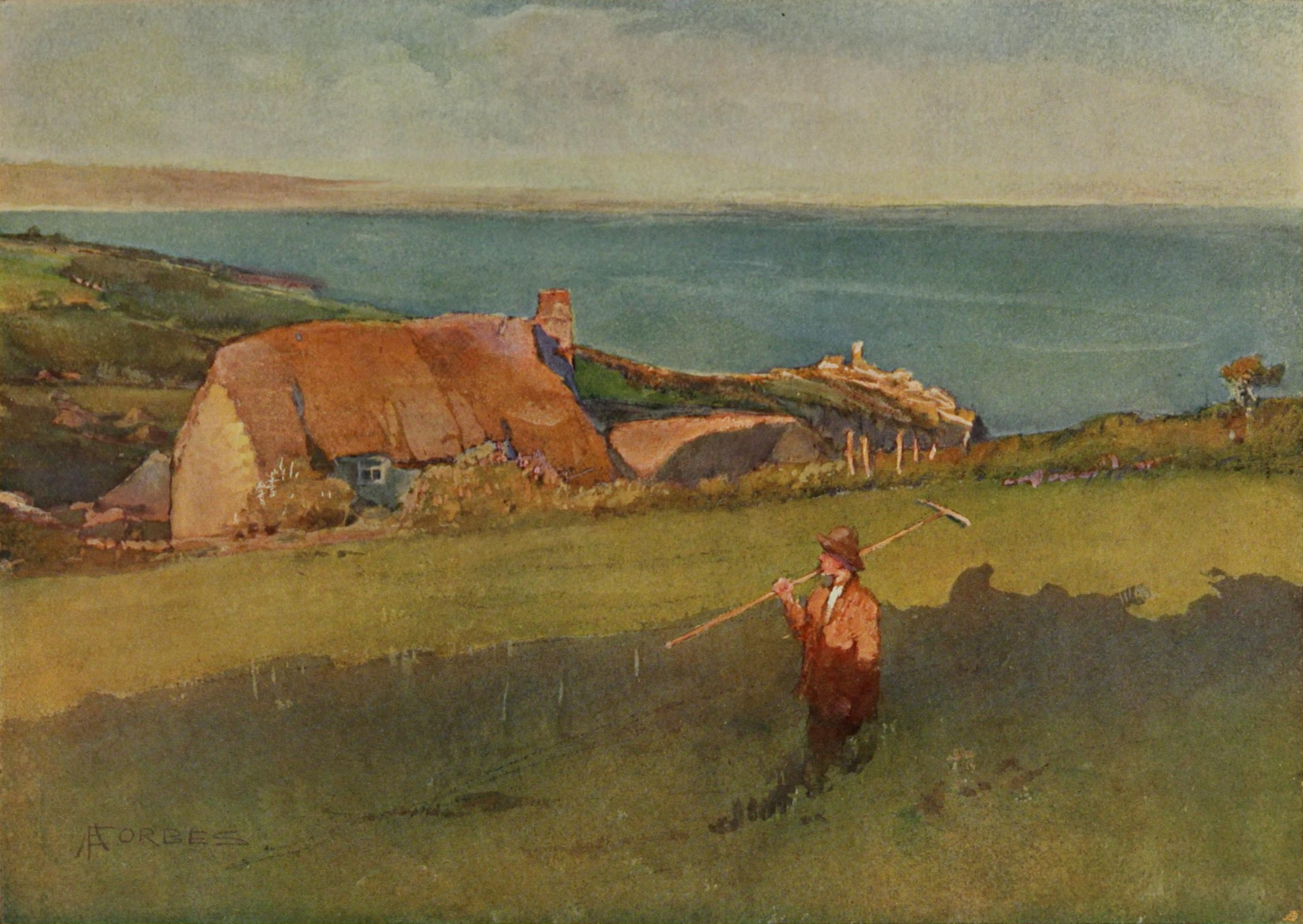
Across Mounts Bay 1889+
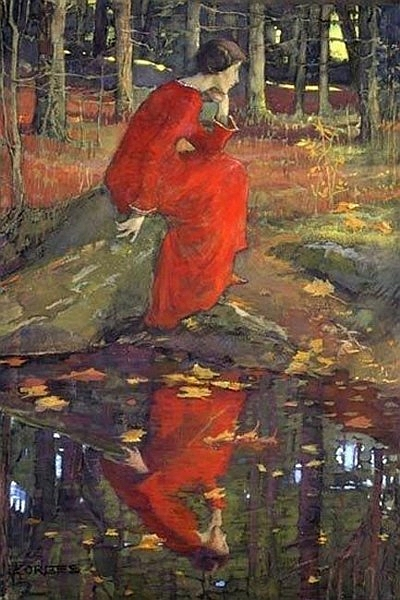
The Leaf (1897/1898)
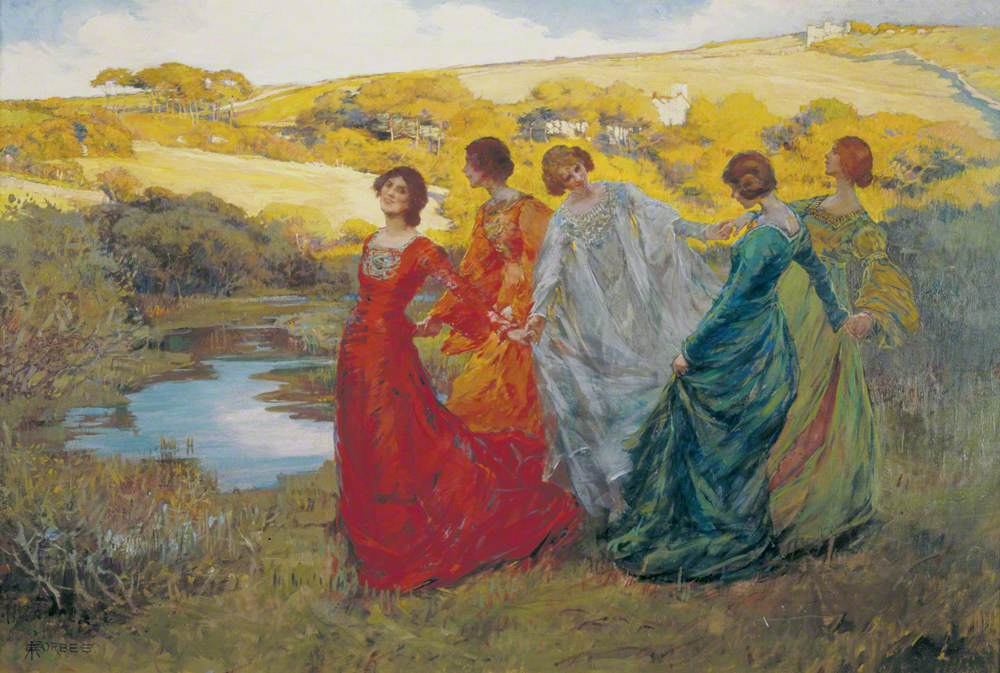
On a Fine Day (1903), Guildhall Art Gallery (en).
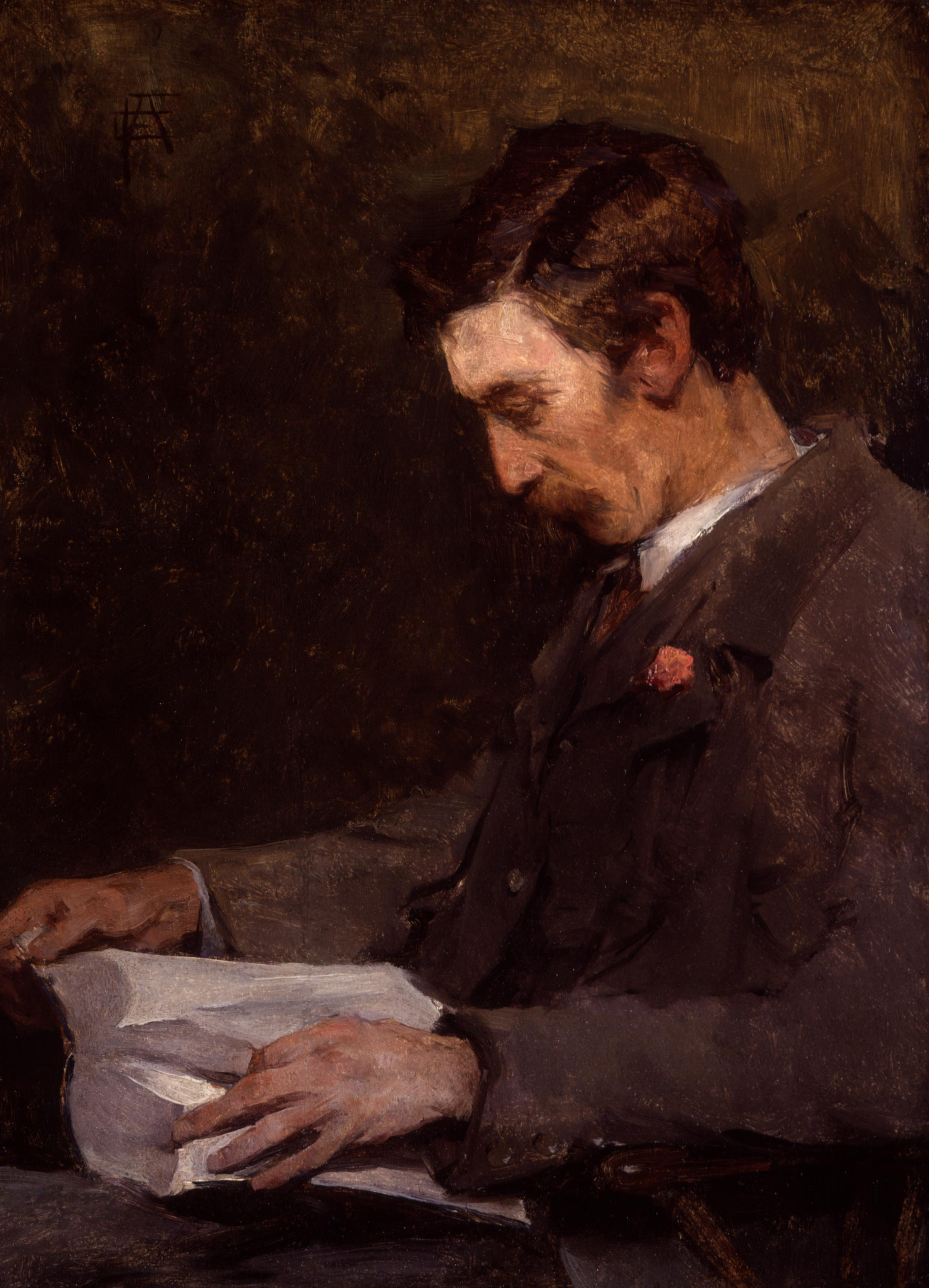
Stanhope Alexander Forbes (avant 1912)
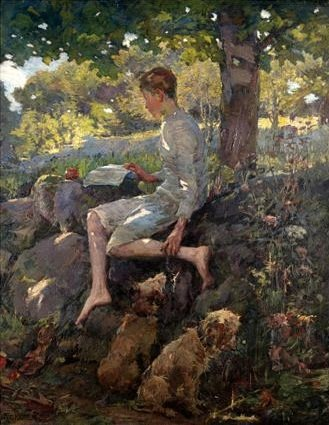
Elizabeth Forbes, The Half Holiday, Alec home from school
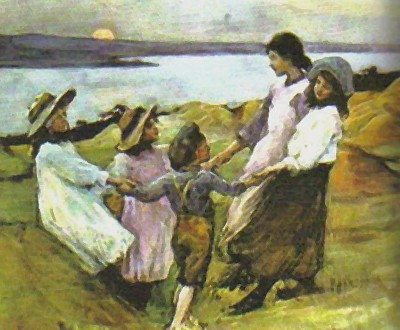
Ring a Ring O'Roses, 1880, huile sur toile
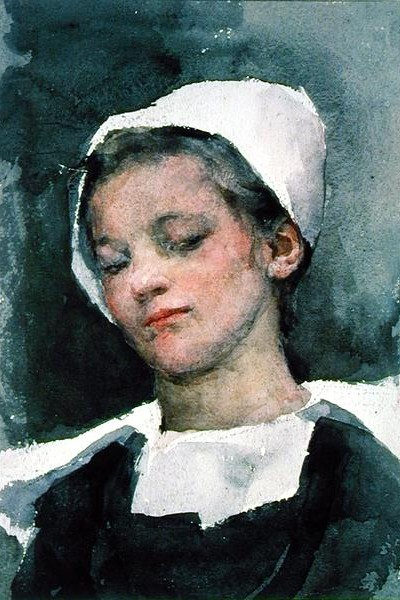
Breton Girl, Louise, années 1880
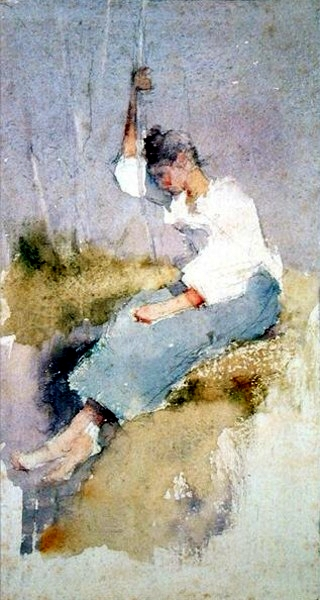
Louise, Breton Girl, années 1880
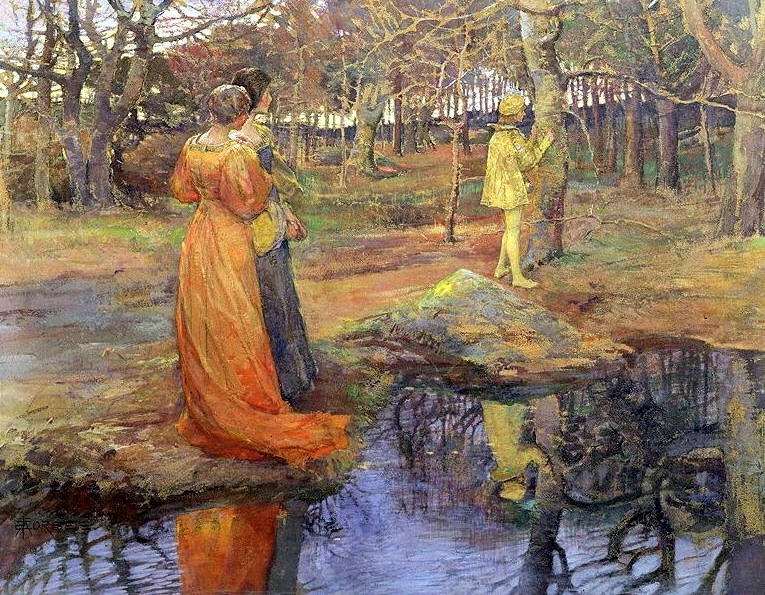
Medieval Woodland Scene, 1885
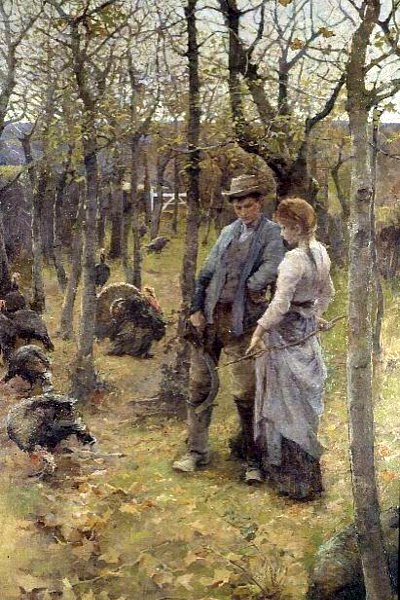
The Edge of the Wood, 1894, huile sur toile
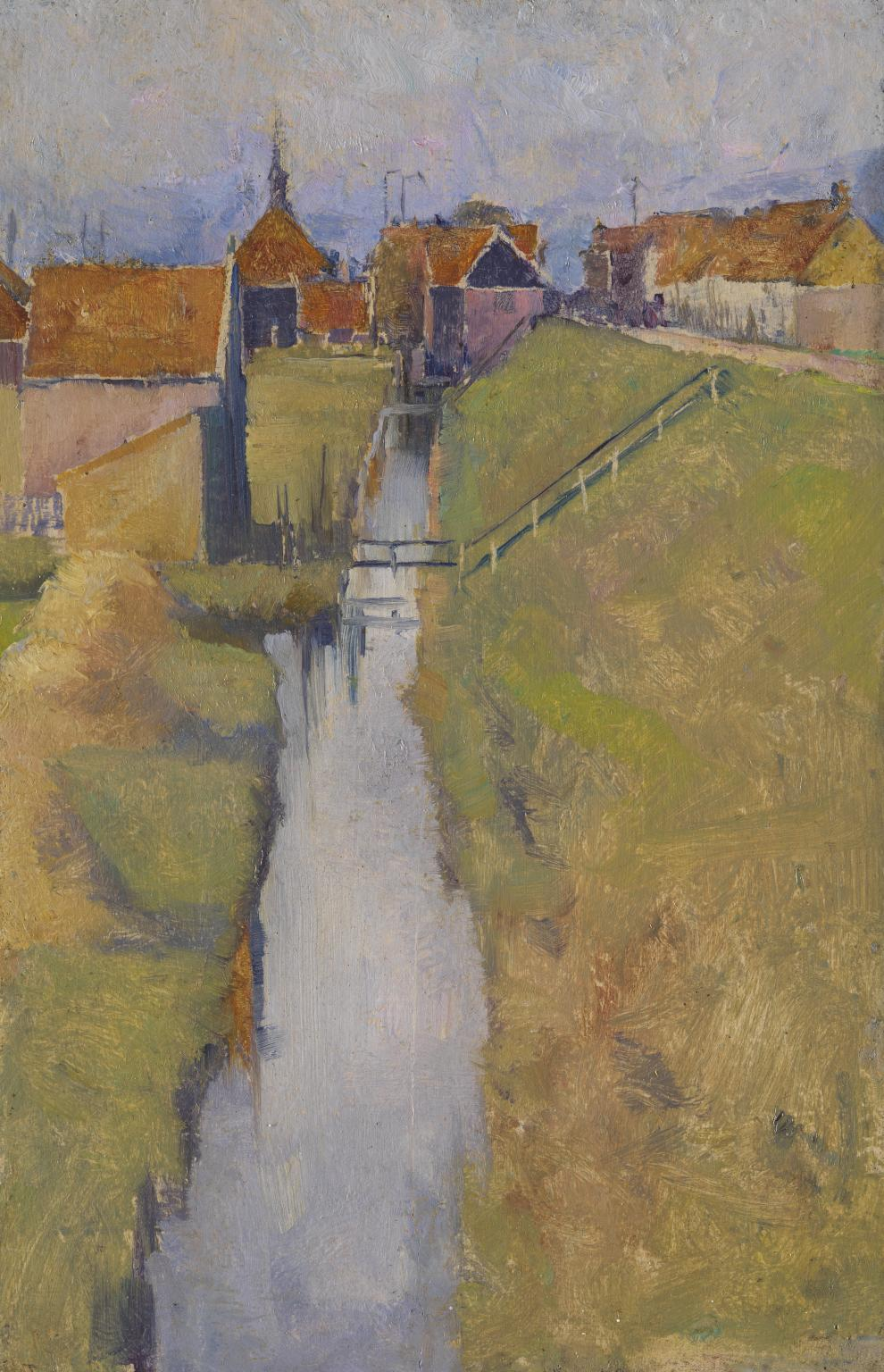
Volendam, Holland, from the Zuidende, perhaps 1895, huile sur bois, Tate Gallery
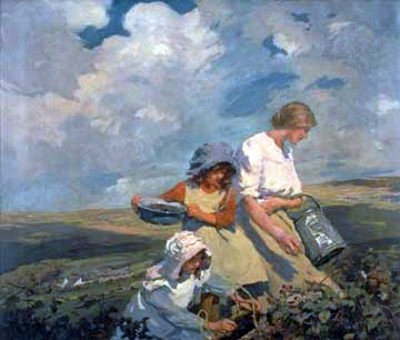
Blackberry Gathering, 1912, huile sur toile
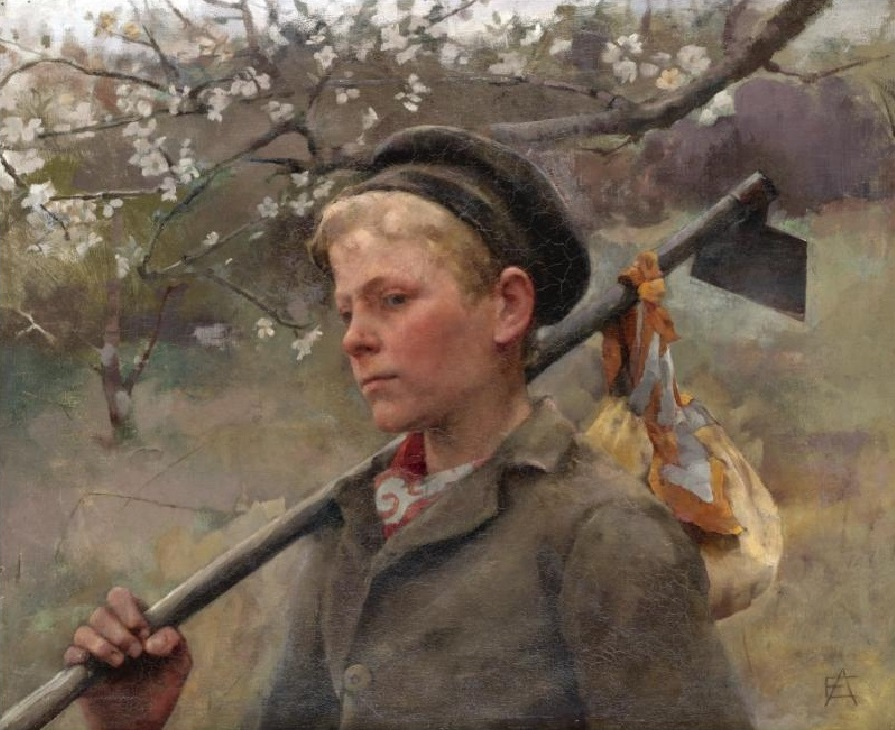
April, huile sur toile
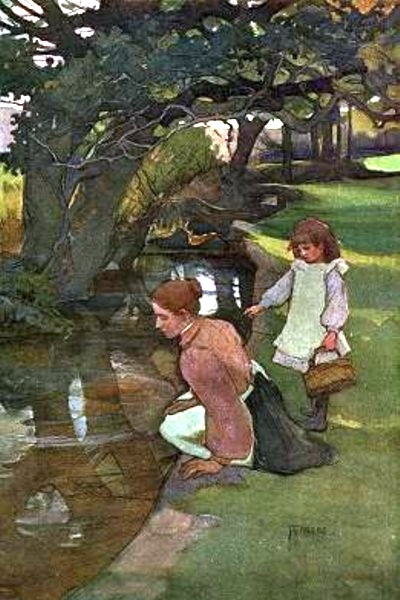
By the Brook, huile sur toile
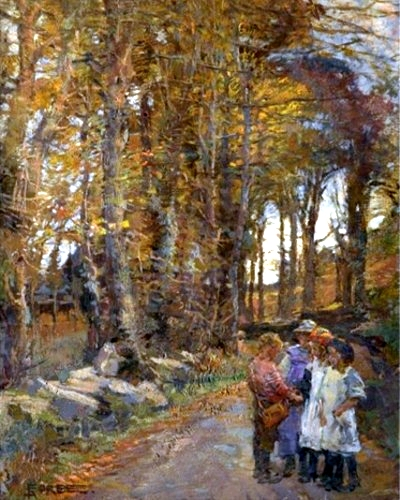
In The Lane, huile sur toile
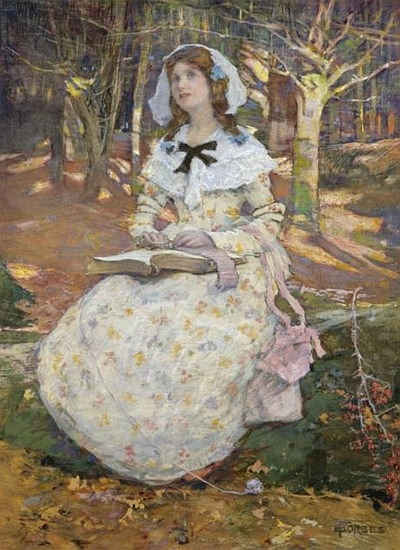
The Open Book